# Weierbach (Brunsbach)
Der Weierbach ist ein gut zwei Kilometer langer und rechter Zufluss des Brunsbach in Hückeswagen.

## Verlauf
Der Weierbach entspringt im Hückeswagener Ortsteil Wegerhof. Er trägt die Gewässerkennzahl 273631142, seine Länge beträgt 2,1 Kilometer. Zusammen mit dem Brunsbach mündet er in die Wupper. 

## Namensgeber
Das Baugebiet Weierbachblick, das im Jahr 2007 in Hückeswagen entstand, leitet seinen Namen vom Weierbach ab. Außerdem existiert eine Weierbachstraße.